# Polle
Polle é um município da Alemanha localizado no distrito de Holzminden, estado da Baixa Saxônia.
É membro do Samtgemeinde de Bodenwerder-Polle.

## Demografia
Evolução da população:
- 1925: 1.059 habitantes
- 1933: 1.156 habitantes
- 1939: 1.126 habitantes
- 1996: 1.317 habitantes
- 2006: 1.182 habitantes